# Ким, Моисей Васильевич
Моисей Васильевич Ким (23.03.1917-06.01.1997) — советский государственный, партийный и хозяйственный деятель.
Родился в Анучинском районе Приморского края. В 1937 г. вместе с другими корейцами был депортирован в Узбекистан.
В 1938—1949 гг. учитель, начальник районного отдела кинофикации, инструктор, зав. орг. отделом, 2-й секретарь Средне-Чирчикского РК КП(б) Узбекистана (Ташкентская область).
В 1949—1951 гг. учился в средней партшколе, в 1963 г. окончил высшую партийную школу при ЦК КПСС (заочное отделение в Ташкенте).
В 1951—1963 второй, с 1959 г. первый секретарь райкома партии, с 1962 г. председатель Верхнечирчикского райисполкома.
- 1963—1964 председатель Межколхозстроя Калининского района Ташкентской области.
- 1964—1967 директор рисоводческого совхоза «Октябрь» Чимбайского района Каракалпакской АССР,
- 1967—1971 директор парка «Ташводохранилище», совхоза декоративно-садоводческого Управления автодора Ташкентской области.

В последующем — зам. начальника ГУ материально-технического снабжения и сбыта «Узглавпрофтехснабсбыта», начальник управления, зам. начальника по кадрам «Узтрансэкспедиция», зам. нач. управления, ведущий инженер объединения «Ташоблтрансэкспедиция» (1971—1991) (Ташкент).
С 1991 г. на пенсии.
Автор книги:
- Ким М. В. На подъёме / [Лит. обработка Н. Р. Артемьева]. — Ташкент : Госиздат УзССР, 1961. — 80 с. — о Верхне-Чирчикском районе.

Награды:
- почётная грамота Президиума ВС Узбекской ССР (1944),
- медаль «За доблестный труд в войне» (1945),
- орден «Знак Почёта» (1950),
- орден Ленина (1957),
- Большая золотая медаль ВДНХ (1961),
- почётная грамота Президиума ВС ККАССР(1965),
- медаль «За доблестный труд» (1970),
- нагрудный знак «Почётный автотранспортник» (1977),
- медаль «Ветеран труда» (1990).

Избирался делегатом съездов, членом ЦК и ревизионной комиссии КП УзССР.